# 钱冬生 (1918年)
钱冬生（1918年12月23日—2016年9月1日），男，江苏镇江人，中国桥梁工程专家，曾任西南交通大学教授、博士生导师。

## 生平
1940年，钱冬生毕业于交通大学唐山工程学院土木工程学系，获工学学士学位。毕业后，钱冬生先後在华北水利委员会、宝天铁路工程局任工务员。1945年到美国实习。1949年3月又在交通大学唐山工程学院任教。
1978至1993年期間，钱冬生是中国铁道学会下的铁道工程学会第一至第三届委员，中国铁道学会下的桥梁工程委员会第一至第三届副主任委员；1979至1995年任中国土木工程学会下的桥梁及结构工程学会第一至第三届副理事长、理事、名誉理事；1990至1997年任中国国际工程咨询公司专家委员会委员；1977至1993年当选为中國人民政治協商會議四川省委員會第四至第六届委员、第五至第六届常委。